# Формули скороченого множення
Формули скороченого множення — поширені випадки множення многочленів.
Багато з них є окремими випадками біному Ньютона. 
| Формула                                                                                                  | Назва                                   |
| для квадратів                                                                                            | для квадратів                           |
| --- | --------------------------------------- |
| {\displaystyle \ (a+b)^{2}=a^{2}+2ab+b^{2}}                                                              | квадрат суми двох виразів               |
| {\displaystyle \ (a-b)^{2}=a^{2}-2ab+b^{2}}                                                              | квадрат різниці двох виразів            |
| {\displaystyle \ a^{2}-b^{2}=(a+b)(a-b)}                                                                 | різниця квадратів двох виразів          |
| {\displaystyle \ a^{2}+b^{2}=(a+{\sqrt {2ab}}+b)(a-{\sqrt {2ab}}+b)}                                     | сума квадратів двох виразів             |
| {\displaystyle \ (a+b+c)^{2}=a^{2}+b^{2}+c^{2}+2ab+2ac+2bc}                                              | квадрат суми трьох виразів              |
| {\displaystyle \ (a-b-c)^{2}=a^{2}+b^{2}+c^{2}-2ab-2ac+2bc}                                              | квадрат різниці трьох виразів           |
| для кубів                                                                                                |                                         |
| {\displaystyle \ (a+b)^{3}=a^{3}+3a^{2}b+3ab^{2}+b^{3}} {\displaystyle \ (a+b)^{3}=a^{3}+3ab(a+b)+b^{3}} | куб суми двох виразів                   |
| {\displaystyle \ (a-b)^{3}=a^{3}-3a^{2}b+3ab^{2}-b^{3}} {\displaystyle \ (a-b)^{3}=a^{3}-3ab(a-b)-b^{3}} | куб різниці двох виразів                |
| {\displaystyle \ a^{3}+b^{3}=(a+b)(a^{2}-ab+b^{2})}                                                      | сума кубів двох виразів                 |
| {\displaystyle \ a^{3}-b^{3}=(a-b)(a^{2}+ab+b^{2})}                                                      | різниця кубів двох виразів              |
| {\displaystyle \ a^{3}+b^{3}+c^{3}-3abc=(a+b+c)(a^{2}+b^{2}+c^{2}-ab-bc-ca)}                             | сума кубів трьох виразів                |
| для четвертого степеня                                                                                   |                                         |
| {\displaystyle \ (a+b)^{4}=a^{4}+4a^{3}b+6a^{2}b^{2}+4ab^{3}+b^{4}}                                      | сума двох виразів в 4-ому степені       |
| {\displaystyle \ (a-b)^{4}=a^{4}-4a^{3}b+6a^{2}b^{2}-4ab^{3}+b^{4}}                                      | різниця двох виразів в 4-ому степені    |
| {\displaystyle \ a^{4}-b^{4}=(a^{2}+b^{2})(a+b)(a-b)}                                                    | різниця 4-их степенів двох виразів      |
| для кратних степенів                                                                                     |                                         |
| {\displaystyle \ a^{2n}-b^{2n}=(a^{n}+b^{n})(a^{n}-b^{n})}                                               | різниця парних степенів двох виразів    |
| {\displaystyle \ a^{3n}\pm b^{3n}=(a^{n}\pm b^{n})(a^{2n}\mp a^{n}b^{n}+b^{2n})}                         | різниця потроєних степенів двох виразів |

## Формули для степеня n
- {\displaystyle a^{n}-b^{n}=(a-b)(a^{n-1}+a^{n-2}b+a^{n-3}b^{2}+...+a^{2}b^{n-3}+ab^{n-2}+b^{n-1})}

- {\displaystyle a^{2n}-b^{2n}=(a+b)(a^{2n-1}-a^{2n-2}b+a^{2n-3}b^{2}-...-a^{2}b^{2n-3}+ab^{2n-2}-b^{2n-1})}, де {\displaystyle n\in N}

- {\displaystyle a^{2n+1}+b^{2n+1}=(a+b)(a^{2n}-a^{2n-1}b+a^{2n-2}b^{2}-...-a^{2}b^{2n-2}-ab^{2n-1}+b^{2n})}, де {\displaystyle n\in N}